# Joel Kim Booster
Joel Kim Booster, född 29 februari 1988 i Jeju Island, Sydkorea, är en sydkoreansk-amerikansk skådespelare.
Booster har bland annat medverkat i TV-serien Loot. Han har även medverkat i filmerna Fire Island och Unplugging.

## Filmografi (i urval)
- 2022 – Unplugging
- 2022 – Fire Island
- 2022 – Loot (TV-serie)